# Parts of Lindsey
Parts of Lindsey – byłe hrabstwo w Anglii, istniejące w latach 1889-1974. W 1961 roku hrabstwo liczyło 505 427 mieszkańców.